# Villabol
Villabol (llamada oficialmente Santa María de Vilabol de Suarna) es una parroquia y una aldea española del municipio de Fonsagrada, en la provincia de Lugo, Galicia.

## Otras denominaciones
La parroquia también es conocida por el nombre de Santa María de Vilabol.

## Accesos
Se accede a Villabol de Suarna desde Fonsagrada por la carretera que, saliendo de la villa, se dirige por el valle de Suarna hacia Naraxa, para bifurcarse aquí en dos ramales: uno, a la izquierda, con destino a San Antolín de Ibias y Negueira y el otro, de frente o a la derecha, que lleva, a un puente restaurado, que antiguamente era de madera, llamado "puente de Rubieiro" pasando por él llegaremos más arriba a Villabol, siguiendo aún más arriba nos llevará pasando casi por Xegunde (a la izquierda), aunque un poco más lejos a Navia de Suarna y Becerreá. Dista de Fonsagrada quince kilómetros escasos. La carretera es más bien estrecha y sinuosa, pero, como todas las de la zona, pintoresca, con una hermosa vista de los Ancares al fondo.

## Organización territorial
La parroquia está formada por ocho entidades de población:
- Eirixín (Airixín)
- Estoupelo
- Mirallos
- Naraxa
- Retorta (A Retorta)
- Sancedo
- Vilabol
- Xegunde

## Demografía

### Parroquia
| Gráfica de evolución demográfica de Villabol (parroquia) entre 2000 y 2019 |
|                                                                            |
| Datos según el nomenclátor publicado por el INE.                           |

### Aldea
| Gráfica de evolución demográfica de Vilabol (aldea) entre 2000 y 2019 |
|                                                                       |
| Datos según el nomenclátor publicado por el INE.                      |